# 알힐랄 SFC
알힐랄 SFC(아랍어: الهلال, 영어: Al-Hilal Saudi Football Club)는 1957년에 창단된 사우디아라비아의 축구 클럽이다. 수도 리야드를 연고로 하며 홈구장은 킹 파흐드 국제경기장이며 사우디아라비아에서 팬을 가장 많이 보유한 구단으로 유명하고 구단명 알힐랄은 "초승달"이라는 뜻이다.
알힐랄은 1957년 10월 16일에 창단하여 1976년부터 개시된 사우디 프로리그의 모든 시즌에 참가한 4개 팀 중 하나이다. 2018년 현재까지 알힐랄은 56개의 트로피를 들어 올렸으며 그 중 국내에서 44개의 트로피를 들어올렸다. 상세하게는 사우디 프로리그 14회 우승, 사우디아라비아 크라운 프린스 컵 13회 우승, 프린스 파이살 빈 파드 리그 U-21 사우디 연방컵 7회 우승, 사우디 킹스컵 8회 우승, 사우디 슈퍼컵 1회 우승 그리고 사우디 프로리그 100주년 기념컵 1회 우승이다.
국제 무대에서는 6개의 트로피를 들어 올렸으며 1991년과 2000년의 아시안 클럽 챔피언십(AFC 챔피언스리그의 전신) 우승, 1996-97 시즌과 2001-02 시즌 아시안 컵위너스컵 우승, 1997년과 2000년에 아시안 슈퍼컵 우승을 기록했다. 아시아 클럽 중 가장 아시아적인 클럽으로 아시아 타이틀을 획득한 것으로 여겨진다.
2010-2011 시즌에서 19승 7무로 무패 우승의 위업을 달성했다.
구단의 최대 라이벌은 알이티하드이다.

## 역사

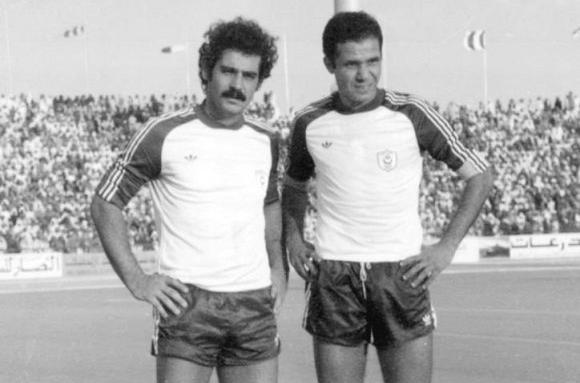
1979년 알힐랄의 호베르투 히벨리누(左)와 나지브 알이맘(右)

1957년 10월 15일 리야드에서 압둘 라만 빈 사드 빈 사이드에 의해 올림픽 클럽으로 창단 되었다. 초창기 구단명은 1년만에 교체 되었고 1958년 12월 3일 사우디 국왕 사우드 빈 압둘아지즈 알사우드에 의해 현재의 구단명으로 변경 되었다.

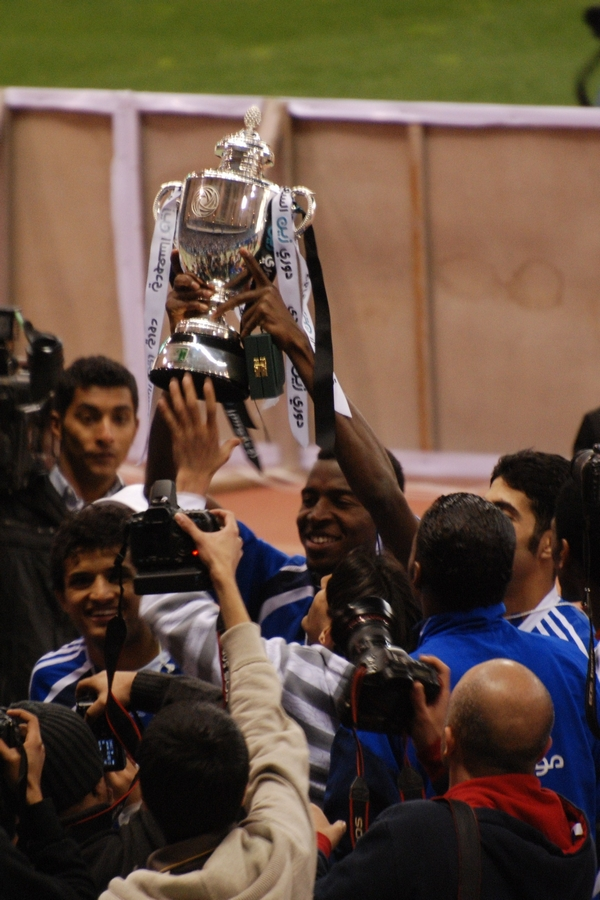
2009-10 시즌 사우디 프리미어리그 우승을 자축하는 알힐랄 선수들

1961년 사우디 킹스컵에서 우승을 차지하며 구단 역사상 최초의 트로피를 들어 올렸다. 1964년 사우디 킹스컵에서 재차 우승을 차지했고 1976년 사우디 프로리그가 창설 되었으며 1976-77 시즌 사우디 프로리그의 초대 우승팀은 알힐랄이 차지하게 되었다. 1970년대 이후로 알힐랄은 대내외적으로 유명세를 타기 시작했고 마리우 자갈루와 호베르투 히벨리누와 같은 당대 최고의 브라질 선수들도 영입할 수 있게 되었다.
1991년 알힐랄은 아시안 클럽 챔피언십에서 우승을 차지하며 구단 역사상 최초의 대륙대회 타이틀을 거머쥐게 되었다. 2000년에 아시안 클럽 챔피언십 트로피를 다시 한번 들어 올렸고 1997년과 2002년에는 아시안 컵위너스컵 우승을 차지하기도 했다. 2014년 AFC 챔피언스리그 결승전에 진출 했으나 오스트레일리아의 웨스턴 시드니 원더러스 FC에게 0-1로 패하며 준우승에 머물렀다.

## AFC 클럽 랭킹
AFC의 공식 랭킹이다.
2017년 10월 22일 기준
| 순위 | 구단                 |
| ---- | -------------------- |
| 1    | 알힐랄               |
| 2    | 전북 현대 모터스     |
| 3    | 알아흘리             |
| 4    | 광저우 헝다 타오바오 |
| 5    | 가시마 앤틀러스      |

## 선수단

### 현재 선수 명단
2025년 1월 27일 기준
참고: FIFA 자격 규정에 따라 소속된 국가대표팀 국기를 표시합니다. 선수는 복수의 FIFA 비회원국 국적을 가지고 있을 수 있습니다.
| 번호 | 포지션 | 국적           | 이름                      |
| ---- | ------ | -------------- | ------------------------- |
| 3    | DF     | 세네갈         | 칼리두 쿨리발리           |
| 4    | DF     | 사우디아라비아 | 칼리파 알다우사리         |
| 5    | DF     | 사우디아라비아 | 알리 알불라이히           |
| 8    | MF     | 포르투갈       | 후벵 네베스               |
| 9    | FW     | 세르비아       | 알렉산다르 미트로비치     |
| 12   | DF     | 사우디아라비아 | 야세르 알샤흐라니         |
| 16   | MF     | 사우디아라비아 | 나세르 알다우사리         |
| 21   | GK     | 사우디아라비아 | 모함메드 알오와이스       |
| 22   | MF     | 세르비아       | 세르게이 밀린코비치사비치 |
| 27   | DF     | 포르투갈       | 주앙 칸셀루               |
| 28   | MF     | 사우디아라비아 | 모하메드 칸노             |
| 29   | MF     | 사우디아라비아 | 살렘 알다우사리           |
| 33   | MF     | 사우디아라비아 | 압둘라 알자이드           |
| 37   | GK     | 모로코         | 야신 부누                 |
| 39   | MF     | 사우디아라비아 | 모함메드 알자이드         |
| 40   | GK     | 사우디아라비아 | 아흐메드 아부 라센        |
| 43   | MF     | 사우디아라비아 | 무사브 알주와이르         |
| 45   | MF     | 사우디아라비아 | 파이살 알아스마리         |

| 번호 | 포지션 | 국적           | 이름            |
| ---- | ------ | -------------- | --------------- |
| 77   | FW     |                | 마우콩          |
| 87   | DF     | 사우디아라비아 | 하산 알탐바크티 |

### 임대 선수 명단
참고: FIFA 자격 규정에 따라 소속된 국가대표팀 국기를 표시합니다. 선수는 복수의 FIFA 비회원국 국적을 가지고 있을 수 있습니다.
| 번호 | 포지션 | 국적           | 이름                                  |
| ---- | ------ | -------------- | ------------------------------------- |
| 15   | MF     |                | 마테우스 페레이라 (크루제이루로 임대) |
| 42   | DF     | 사우디아라비아 | 무아트 파키히 (알타아원으로 임대)     |
| 49   | FW     | 사우디아라비아 | 압둘라 라디프 (알샤바브로 임대)       |

| 번호 | 포지션 | 국적           | 이름                                  |
| ---- | ------ | -------------- | ------------------------------------- |
| 57   | MF     | 사우디아라비아 | 나세르 알하드후드 (알라에드로 임대)   |
| 60   | GK     | 사우디아라비아 | 아흐메드 알주바야 (알카디시아로 임대) |
| 88   | DF     | 사우디아라비아 | 하마드 알야미 (알샤바브로 임대)       |

## 역대 감독
| 감독                | 임기      |
| ------------------- | --------- |
| 마리우 자갈루       | 1979      |
| 쿠벌러 라슬로       | 1988~1989 |
| 세바스치앙 라자로니 | 1992~1993 |
| 네우시뉴 바프치스타 | 1993~1994 |
| 사페트 수시치       | 2000~2001 |
| 아르투르 조르즈     | 2001~2002 |
| 프란시스코 마투라나 | 2002      |
| 토니뉴 세레주       | 2007~2008 |
| 이반 하셰크         | 2012~2014 |
| 앙투안 콩부아레     | 2012~2013 |
| 사미 알자베르       | 2013~2014 |
| 라몬 디아스         | 2016~2018 |
| 조르즈 제주스       | 2018~2019 |
| 러즈반 루체스쿠     | 2019~2021 |
| 조제 모라이스       | 2021      |
| 라몬 디아스         | 2022~2023 |
| 조르즈 제주스       | 2023~2025 |
| 모함메드 알샬후브   | 2025      |

## 수상

### 국제 대회
- FIFA 클럽 월드컵
  - 2위 (1) : 2022
- AFC 챔피언스리그
  - 우승 (4) :1991, 2000, 2019, 2021
  - 준우승 (3) : 2014, 2017, 2022
- 아시안 클럽 챔피언십
  - 우승 (2) : 1991, 1999
  - 준우승 (2) : 1986, 1987
- 아시안 컵위너스컵
  - 우승 (2) : 1996-97, 2001-02
- 아시안 슈퍼컵
  - 우승 (2) : 1997, 2000
  - 준우승 (1) : 2002

### 국내 대회
- 사우디 프로리그
  - 우승 (19) : 1976–77, 1978–79, 1984–85, 1985–86, 1987–88, 1989–90, 1995–96, 1997–98, 2001–02, 2004–05, 2007–08, 2009–10, 2010–11, 2016–17, 2017-18, 2019-20, 2020-21, 2021-22, 2023-24
  - 준우승 (13) : 1979–80, 1980–81, 1982–83, 1986–87, 1992–93, 1994–95, 1996–97, 2005–06, 2006–07, 2008–09, 2012–13, 2013–14, 2015–16
- 사우디 챔피언스컵
  - 우승 (11) : 1961, 1964, 1980, 1982, 1984, 1989, 2015, 2017, 2020, 2023, 2024
  - 준우승 (8) : 1957, 1964, 1979, 1986, 2008, 2009, 2011, 2022
- 사우디아라비아 크라운 프린스 컵
  - 우승 (13) : 1963–64, 1994–95, 1999–00, 2002–03, 2004–05, 2005–06, 2007–08, 2008–09, 2009–10, 2010–11, 2011–12, 2012–13, 2015–16
  - 준우승 (4) : 1956–57, 1998–99, 2013–14, 2014–15
- 사우디 슈퍼컵
  - 우승 (1) : 2015
  - 준우승 (1) : 2016
- 사우디 연방컵
  - 우승 (7) : 1986–87, 1989–90, 1992–93, 1995–96, 1999–2000, 2004–05, 2005–06
  - 준우승 (3) : 1985–86, 2001–02, 2003–04
- 사우디 축구 대회 100주년 기념컵
  - 우승 (1) : 2000

### 개인
아시아 올해의 축구 선수
- 나와프 알테미아트 (2000)
- 야세르 알카타니 (2007)
- 나세르 알샴라니 (2014)
- 오마르 크르빈 (2017)
- 살렘 알 다우사리 (2022)

아시아 세기의 골키퍼 (IFFHS 선정)
- 모하메드 알데아예아 (2000)

아랍 올해의 축구 선수
- 사미 알자베르 (2001)